# Прокопец, Георгий Мефодьевич
Георгий Мефодьевич Прокопец (укр. Георгій Мефодійович Прокопець; 2 января 1922, Краснодар — 12 мая 2001, Киев, Украина) — советский и украинский художник-постановщик.

## Биография
Сын рабочего. В 1938—1941 годах учился в Московском архитектурном институте, учёбе помешала война.
Участник Великой Отечественной войны.
В 1951 году окончил художественный факультет ВГИКа.
С 1951 года — художник-постановщик Киевской киностудии имени А. Довженко.
Участвовал в национальных художественных выставках. Член Национальных союзов художников и кинематографистов Украины.
Умер 12 мая 2001 в Киеве.

## Избранная фильмография
- 1984 — Твоё мирное небо
- 1982 — Тайна корабельных часов
- 1980 — Пора летних гроз
- 1980 — Мужество (декорации)
- 1977 — Дипломаты поневоле
- 1976 — Аты-баты, шли солдаты...
- 1975 — Не отдавай королеву
- 1973 — В бой идут одни "старики"
- 1972 — Лавры
- 1971 — Где вы, рыцари?
- 1970 — Обратной дороги нет
- 1969 — Рассказы о Димке
  - 1969 — Димка-велогонщик
  - 1969 — Димка рассердился
  - 1969 — Димкин петушок
- 1967 — Большие хлопоты из-за маленького мальчика
- 1966 — К свету! (киноальманах)
- 1965 — Месяц май
- 1964 — Повесть о Пташкине
- 1962 — Звёздочка (киноальманах)
- 1962 — Киевская соната
- 1961 — Годы девичьи
- 1960 — Спасите наши души
- 1958 — Годы молодые
- 1957 — Шельменко-денщик
- 1957 — Если бы камни говорили...
- 1956 — Когда поют соловьи
- 1955 — Костёр бессмертия
- 1954 — Назар Стодоля
- 1953 — Судьба Марины

## Награды
- Орден «Знак Почёта»
- Орден Отечественной войны II степени
- Медали СССР